# Lazare (essai)
Pour les articles homonymes, voir Lazare (homonymie).
Lazare, surtitré Le Miroir des limbes du nom du cycle littéraire auquel il est associé, est un essai et un récit autobiographique d'André Malraux paru le 25 octobre 1974 aux éditions Gallimard.

## Contexte d'écriture
Ce récit expose l'hospitalisation de son auteur, « atteint d'une maladie du sommeil », à l'hôpital de la Salpêtrière en 1972 et ses discussions avec son psychiatre traitant, Louis Bertagna. Ce livre — dont le titre fait référence à la résurrection et la sortie de tombeau de Lazare de Béthanie est dédié à Christian Fouchet qui venait de mourir quelques semaines avant la parution — clôt le cycle du Miroir des limbes constituant les mémoires de l'auteur.

## Résumé
Hospitalisé pour troubles neurologiques à l'hôpital de la Salpêtrière, André Malraux se remémore des souvenirs de guerre, où se mêlent élans de fraternité et questionnements face à l'horreur. Dans une première partie, il relate longuement, dans une vision qui tient d'une forme de délire, l'utilisation par les Allemands des gaz de combat durant la Première Guerre mondiale lors d'une fictive « bataille de Bolgako » en 1916 sur la Vistule — la première utilisation ayant eu réellement lieu lors de la bataille de Bolimov en janvier 1915 —, où un commandant allemand Berger est là pour constater l'effet dévastant des armes chimiques sur les Russes et l'environnement. Devant l'horreur et l'inhumanité des effets des gaz, des soldats allemands montant à l'assaut viennent à porter des Russes vers leurs propres ambulances dans un geste fraternel pour tenter de les sauver.
De sa chambre d'hôpital, Malraux dans une seconde partie s'interroge, dans un état de semi-conscience, sur la souffrance — qu'il dit ne pas ressentir dans son état —, la maladie et la mort, en particulier l'acte du suicide, commis par nombre de ses proches et possiblement par son père. Ces questionnements se poursuivent dans une troisième partie sous forme d'un dialogue métaphysique et culturel avec son psychiatre suivi de l'évocation de souvenirs de la résistance toujours vus sous l'angle d'une réflexion sur la mort.

## Éditions
- Éditions Gallimard, 1974,  (ISBN 978-2070291489).
- Éditions Gallimard, coll. « Folio » no 4109, 2004,  (ISBN 978-2070315833).